# Исансупово
Исансу́пово (тат. Исәнсеф) — село в Муслюмовском районе Республики Татарстан, в составе Исансуповского сельского поселения.

## География
Село находится в верховье реки Базяна, в 35 км к северо-востоку от районного центра — села Муслюмово и в 3 км от административного центра, села Татарское Булярово.

## История
Исансупово известно с 1693 года под названием Исенсубино. В XVIII–XIX веках предки современного татарского населения входили в сословия тептярей и башкир-вотчинников. 
В материалах 3-й ревизии (1762 год) "в деревне Исянсюфино" были учтены 80 душ тептярей мужского пола, входивших в команду старшины Минея Бекбовова. Основными занятиями жителей  занятия в этот период – земледелие и скотоводство, были распространены пчеловодство, плотничный промысел.
В «Списке населенных мест по сведениям 1870 года», изданном в 1877 году, населённый пункт упомянут как деревня Исансупова (Исянсин) 1-го стана Мензелинского уезда Уфимской губернии. Располагалась при речке Белании, по правую сторону почтового тракта из Мензелинска в Бирск, в 45 верстах от уездного города Мензелинска и в 6 верстах от становой квартиры в деревне Поисева. В деревне, в 226 дворах жили 754 человека (376 мужчин и 378 женщин, тептяри), были мечеть, училище. Жители занимались земледелием, скотоводством, пчеловодством и плотничеством.
По сведениям 1870 года, в селе также действовала водяная мельница. В этот период земельный надел сельской общины составлял 1545,7 десятины.
До 1920 года Исансупово  входило в Поисевскую волость Мензелинского уезда Уфимской губернии. С 1920 года в составе Мензелинского кантона ТАССР. С 10 августа 1930 года – в Муслюмовском, с 10 февраля 1935 года – в Калининском, с 12 октября 1959 года – в Муслюмовском, с 1 февраля 1963 года – в Сармановском, с 12 января 1965 года в Муслюмовском районах.
В 1929 году в селе был организован первый колхоз. С 1994 года коллективное предприятие «Уныш», с 2018 года общество с ограниченной ответственностью «Август-Муслюм».

## Население
| 1816 | 1834 | 1870 | 1897 | 1920 | 1926 | 1949 | 1958 | 1970 | 1979 | 1989 | 2002 | 2010 | 2017 |
| ---- | ---- | ---- | ---- | ---- | ---- | ---- | ---- | ---- | ---- | ---- | ---- | ---- | ---- |
| 170  | 254  | 754  | 1068 | 1314 | 765  | 542  | 444  | 472  | 400  | 276  | 235  | 207  | 179  |

Национальный состав села — татары.

## Экономика
Жители работают преимущественно в крестьянских (фермерских) хозяйствах, занимаются мясным скотоводством.

## Инфраструктура
В селе действуют детский сад (1988 год), клуб (в 1988 году построено новое здание), фельдшерско-акушерский пункт. При клубе работают хореографический коллектив «Йолдыз», театральный коллектив «Балкыш» (оба – с 2013 года).

## Известные люди
- Г.В.Вазетдинов (1907–1940) – младший лейтенант, Герой Советского Союза